# Corpus Christi College
Corpus Christi College é um dos colégios (faculdades) de Cambridge. É o único college fundado pelos habitantes de Cambridge. Foi estabelecido em 1352 pela Guild of Corpus Christi e pela Guild of the Blessed Virgin Mary o que significa que é o sexto college mais antigo em Cambridge. Com cerca de 500 alunos e fellows, é também o segundo mais pequeno dos colleges tradicionais da Universidade.